# IC 2944
IC 2944 (Бегущий цыплёнок, Туманность λ Центавра) — эмиссионная туманность с рассеянным скоплением в созвездии Центавра, наблюдаемая рядом с λ Центавра. Название туманности (Running Chicken Nebula) дано за характерную форму, напоминающую бегущую птицу с расправленными крыльями. Содержит множество глобул Бока, что обычно является признаком места активного звёздообразования, однако никаких свидетельств данного процесса ни у одной из глобул IC 2944 на данный момент не обнаружено. Глобулы IC 2944 открыты в 1950 году южноафриканским астрономом Дейвидом Э. Тэкери и в настоящее время известны, как глобулы Тэкери (в отечественной литературе распространено ошибочное именование «глобулы Теккерея»).
На изображениях 2MASS в самой большой глобуле видны 6 звёзд.